# هنری گیبسون
هنری گیبسون (انگلیسی: Henry Gibson; ‏ ۲۱ سپتامبر ۱۹۳۵ – ۱۴ سپتامبر ۲۰۰۹) یک هنرپیشه، ترانه‌سرا، خواننده و افسر (ارتش) اهل ایالات متحده آمریکا بود. وی بین سال‌های ۱۹۶۳ تا ۲۰۰۸ میلادی فعالیت می‌کرد. هنری گیبسون دانش‌آموختهٔ دانشگاه کاتولیک آمریکا بود.

## گزیده فیلمشناسی
از فیلم‌ها یا برنامه‌های تلویزیونی که وی در آن نقش داشته‌است می‌توان به آثار زیر اشاره کرد.
- پروفسور دیوانه (۱۹۶۳)
- احمق مرا ببوس (۱۹۶۴)
- چیتی‌چیتی بنگ‌بنگ (۱۹۶۸)
- تار شارلوت (۱۹۷۳)
- خداحافظی طولانی (فیلم ۱۹۷۳) (۱۹۷۳)
- نشویل (۱۹۷۵)
- فیلم کنتاکی فراید (۱۹۷۷)
- برادران بلوز (فیلم) (۱۹۸۰)
- سلامت (فیلم) (۱۹۸۰)
- تعطیلات نشنال لمپون (۱۹۸۳)
- هیولا در کمد (۱۹۸۶)
- فضای درون (۱۹۸۷)
- تعویض کانال‌ها (۱۹۸۸)
- حومه‌نشین‌ها (۱۹۸۹)
- گرملین‌ها ۲: گروه جدید (۱۹۹۰)
- آهنگ در فردا (۱۹۹۰)
- تام و جری: فیلم سینمایی (۱۹۹۲)
- شب مادر (فیلم) (۱۹۹۶)
- مگنولیا (۱۹۹۹)
- مهمانان ناخوانده عروسی (۲۰۰۵)
- استن بزرگ (۲۰۰۷)
- مریخی محبوب من (۱۹۶۴)
- افسونگر (مجموعه تلویزیونی) (۱۹۶۸–۷۰)
- کریستی لاو را خبر کن! (۱۹۷۵)
- مک‌کلاود (۱۹۷۵)
- پسر پاییز (مجموعه تلویزیونی) (۱۹۸۱–۸۴)
- منطقه نیمه‌روشن (۱۹۸۶)
- نایت رایدر (مجموعه تلویزیونی ۱۹۸۲) (۱۹۸۶)
- خشم (فیلم ۱۹۸۶) (۱۹۸۶)
- راگرتز (۱۹۹۳)
- سابرینا جادوگر نوجوان (۱۹۹۷–۹۹)
- مشیت (سریال آمریکایی) (۱۹۹۹)
- هی آرنولد! (۱۹۹۹)
- نمایش آماندا (۱۹۹۹)
- نسخه اولیه (۲۰۰۰)
- دروازه ستارگان اس‌جی-۱ (۲۰۰۲)
- افسون‌شده (۲۰۰۲)
- نگهبان (مجموعه تلویزیونی آمریکایی) (۲۰۰۳)
- بکر (مجموعه تلویزیونی) (۲۰۰۳)
- دنیای مالکوم (۲۰۰۴)
- بتمن (انیمیشن سریالی) (۲۰۰۵)
- بوستون لیگال (۲۰۰۴–۰۸)
- پادشاه تپه (۲۰۰۵–۰۸)